# Норвезький камерний оркестр
Норвезький камерний оркестр (норв. Det Norske Kammerorkester) — камерний оркестр в Осло, який був заснований норвезьким скрипалем Б'ярне Фіскумом у 1977 році.
З моменту свого заснування оркестр записав близько 20 альбомів і був у численних гастролях Норвегією, Європою, Азією та США.
Оркестр фінансується за рахунок грантів від уряду Норвегії. Громадська підтримка становить близько 50% фінансування. Інші доходи надходять від продажу квитків, концертів і доходів спонсорства.